# Discovery Institute
O Discovery Institute (Instituto Discovery) é um think tank conservador norte-americano baseado em Seattle, Washington, mais conhecido pela sua defesa da pseudociência do design inteligente e de sua campanha "Ensine a Controvérsia", que propõe a discussão daquilo que entende ser as deficiências da Teoria da Evolução nas aulas de ciências do sistema público de ensino dos Estados Unidos da América.
Uma corte federal, apoiada pela maioria das organizações científicas, incluindo a Associação Americana para o Avanço da Ciência, decidiu que o Instituto fabricou a controvérsia que ensina ao promover uma falsa noção de que a evolução é uma "teoria em crise", incorretamente alegando que a mesma seria o foco de um amplo debate dentro da comunidade científica. Em 2005, a mesma corte federal decretou que o Discovery Institute busca "missões demonstravelmente religiosas, culturais e legais", e que o manifesto do Instituto, a Estratégia da cunha, descreve um objetivo religioso: de "reverter a dominância sufocante da visão de mundo materialista, e a substituí-la com uma ciência mais consoante com convicções cristãs e teístas”.